# The Suicide Squad (soundtrack)
The Suicide Squad (Original Motion Picture Soundtrack) is het soundtrackalbum voor de gelijknamige film. Het album werd op 6 augustus 2021 uitgebracht door WaterTower Music. Het album bevat een aantal nummers van verschillende artiesten, die persoonlijk zijn geselecteerd door de regisseur van de film, James Gunn die het album zijn "samengestelde mixtape" heeft genoemd. Een single voor de soundtrack genaamd "Rain" door Jessie Reyez en Grandson werd uitgebracht op 22 juni 2021, als onderdeel van de soundtrack.

## The Suicide Squad: Original Motion Picture Soundtrack

### Tracklijst
| Nr. | Titel                                                                 | Artiest(en)                               | Duur |
| --- | --------------------------------------------------------------------- | ----------------------------------------- | ---- |
| 1.  | Folsom Prison Blues (Live)                                            | Johnny Cash                               | 2:42 |
| 2.  | Sucker's Prayer                                                       | The Decemberists                          | 3:28 |
| 3.  | Samba Na Sola                                                         | Céu                                       | 3:07 |
| 4.  | Whistle for the Choir                                                 | The Fratellis                             | 3:35 |
| 5.  | Point of Know Return                                                  | Kansas                                    | 3:10 |
| 6.  | Sola                                                                  | Jessie Reyez                              | 3:29 |
| 7.  | Can't Sleep                                                           | K.Flay                                    | 4:11 |
| 8.  | Quem Tem Joga                                                         | Drik Barbosa, Gloria Groove & Karol Conká | 4:05 |
| 9.  | Rain                                                                  | Grandson & Jessie Reyez                   | 3:56 |
| 10. | Just A Gigolo / I Ain’t Got Nobody (And Nobody Cares For Me) [Medley] | Louis Prima                               | 4:43 |
| 11. | Hey                                                                   | Pixies                                    | 3:31 |
| 12. | So Busted                                                             | Culture Abuse                             | 2:03 |
| 13. | Oh No!!!                                                              | Grandson                                  | 3:35 |

## The Suicide Squad: Score from Original Motion Picture Soundtrack
Een apart filmmuziekalbum, getiteld The Suicide Squad (Score from Original Picture Soundtrack), werd ook uitgebracht door WaterTower Music op dezelfde datum met John Murphy als de componist, ter vervanging van Gunns frequente medewerker Tyler Bates, die oorspronkelijk de componist van de film zou zijn. Een single voor Murphy's filmmuziekalbum "So This Is The Famous Suicide Squad", werd op 8 juli 2021 beschikbaar gesteld.

### Tracklijst
Alle muziek gecomponeerd door John Murphy.

| Nr. | Titel                                                | Duur |
| --- | ---------------------------------------------------- | ---- |
| 1.  | So This Is the Famous Suicide Squad                  | 1:49 |
| 2.  | Approaching the Beach                                | 1:12 |
| 3.  | Mayhem on the Beach                                  | 2:13 |
| 4.  | Waller's Deal - Meet the Team                        | 2:19 |
| 5.  | Harley Gets the Javelin                              | 0:58 |
| 6.  | Approaching the Guerrilla Camp                       | 1:46 |
| 7.  | Project Starfish                                     | 2:03 |
| 8.  | Red Flag                                             | 2:48 |
| 9.  | Interdimensional Virus                               | 2:26 |
| 10. | Ratcatcher's Story                                   | 3:09 |
| 11. | Harley Sings                                         | 1:31 |
| 12. | Breaking into Jotunheim                              | 1:37 |
| 13. | Dirty Little Secrets                                 | 2:23 |
| 14. | Peacemaker... What a Joke                            | 1:41 |
| 15. | King Shark and the Clyrax (featuring Jessica Rotter) | 2:16 |
| 16. | Bombs Go Off!                                        | 2:57 |
| 17. | Suicide Squad vs. Starro the Conqueror               | 3:55 |
| 18. | The Star-Crossed Wake Up                             | 1:47 |
| 19. | Panic on the Streets                                 | 1:17 |
| 20. | The Squad Turn Back                                  | 1:32 |
| 21. | The Squad Fight Back                                 | 3:30 |
| 22. | Ratism                                               | 3:28 |
| 23. | Bloodsport's Deal                                    | 2:10 |